# Glamour (album)
Glamour è il secondo album de I Cani pubblicato il 22 ottobre 2013.

## Il disco
Il 22 ottobre 2013 è stato pubblicato in formato digitale e streaming Glamour, il secondo album della band romana.
Contessa ha dichiarato che la decisione di fare questo nuovo disco è arrivata dopo aver ascoltato l'album Fantasma dei Baustelle.

## Tracce
1. Introduzione – 3:09
2. Come Vera Nabokov – 4:03
3. Corso Trieste (feat. Gazebo Penguins) – 3:28
4. Non c'è niente di twee – 4:03
5. Storia di un impiegato – 3:52
6. Roma sud (feat. Cris X) – 2:26
7. Theme from Koh Samui (feat. Cris X) – 1:57
8. Storia di un artista – 4:02
9. San Lorenzo – 3:30
10. FBYC (s f o r t u n a) – 3:35
11. Lexotan – 4:50
12. #2033 - traccia fantasma inclusa alla fine di Lexotan (in quanto sullo stesso file audio su CD e non divisa da Lexontan con un solco separatore su LP). Non citata sulla tracklist in copertina ma citata nei crediti. – 3:01

Durata totale: 41:56

## I brani
- Come Vera Nabokov: si riferisce a Vera Slonim, moglie e collaboratrice di Vladimir Nabokov.
- Storia di un impiegato: Il titolo richiama Storia di un impiegato di Fabrizio De André.
- Roma Sud: riprende la traccia Roma Nord dell'album precedente Il sorprendente album d'esordio de I Cani
- Storia di un artista: racconta dell'artista Piero Manzoni.
- FBYC (s f o r t u n a): si riferisce all'album Sfortuna del gruppo musicale italiano Fine Before You Came.
- Lexotan: è il nome commerciale del bromazepam.

## Formazione
- Niccolò Contessa - voce, tastiere
- Cristiano Luciani (Cris X) in Roma Sud e Theme from Koh Samui
- Gazebo Penguins in Corso Trieste
- Matteo Bordone - voce in 2033